# Draft de la NBA de 1983
El Draft de la NBA de 1983 fue el trigésimoséptimo draft de la National Basketball Association (NBA). El draft se celebró el 28 de junio de 1983 antes del comienzo de la temporada 1983-84. El draft fue retransmitido en los Estados Unidos por USA Network.
En este draft, veintitrés equipos de la NBA seleccionaron a jugadores amateurs del baloncesto universitario y otros jugadores elegibles, incluidos internacionales. Los jugadores que hubiesen terminado el periplo universitario de cuatro años estaban disponibles para ser seleccionados. Antes del draft, seis jugadores que no habían terminado los cuatro años universitarios anunciaron que abandonaban la universidad antes de tiempo para presentarse al draft.
Las dos primeras elecciones del draft correspondieron a los equipos que finalizaron en la última posición en cada división, con el orden determinado por un lanzamiento de moneda. Houston Rockets ganó el primer puesto del draft, mientras que Indiana Pacers fue premiado con la segunda elección. Los demás equipos seleccionaron en orden inverso al registro de victorias-derrotas en la temporada anterior. El draft consistió de diez rondas y 226 jugadores fueron seleccionados.

## Selecciones y notas del draft
Ralph Sampson, de la Universidad de Virginia, ganador del Naismith College Player of the Year en tres ocasiones, fue seleccionado en la primera posición del draft por Houston Rockets. En su primera temporada en la liga fue nombrado Rookie del Año, y a lo largo de su carrera ganó un MVP del All-Star Game de la NBA, fue incluido en una ocasión en el segundo mejor quinteto de la NBA y disputó cuatro veces el All-Star Game de la NBA. Por sus logros fue incluido en el Basketball Hall of Fame.
Clyde Drexler, seleccionado en la decimocuarta posición, es junto a Sampson el único jugador del draft en ser incluido en el Basketball Hall of Fame. A lo largo de sus quince años de carrera profesional, repartidos entre Portland Trail Blazers y Houston Rockets, ganó un campeonato de la NBA, fue elegido en diez ocasiones para disputar el All-Star Game de la NBA y fue nombrado uno de los 50 mejores jugadores en la historia de la NBA en 1996. Otros tres jugadores de este draft, la novena elección Dale Ellis, la décima Jeff Malone y la trigésimoprimera Doc Rivers disputaron al menos un All-Star Game cada uno. Ellis, además, ganó el premio al Jugador Más Mejorado de la NBA y un Concurso de Triples de la NBA, y formó parte del tercer mejor quinteto de la NBA en una ocasión. Cuatro jugadores de este draft se convirtieron posteriormente en entrenadores de la NBA: la cuarta elección Byron Scott, Rivers, la vigesimosegunda Randy Wittman y la vigesimoquinta Sidney Lowe. Rivers y Scott ganaron el premio al Entrenador del Año de la NBA en una ocasión cada uno.
El pívot sudanés Manute Bol fue elegido en la 97.ª elección por Los Angeles Clippers, pero la NBA no dio validez a su elección por problemas técnicos con su edad. Dos años después fue seleccionado por Washington Bullets en la segunda ronda del draft.

## Leyenda
|  | Denota jugador miembro del Basketball Hall of Fame                                                 |
|  | Denota jugador que ha sido seleccionado al menos en un All-Star Game y un Mejor Quinteto de la NBA |
|  | Denota jugador que ha sido seleccionado al menos en un All-Star Game                               |
|  | Denota jugador que nunca ha jugado en la NBA                                                       |

## Draft

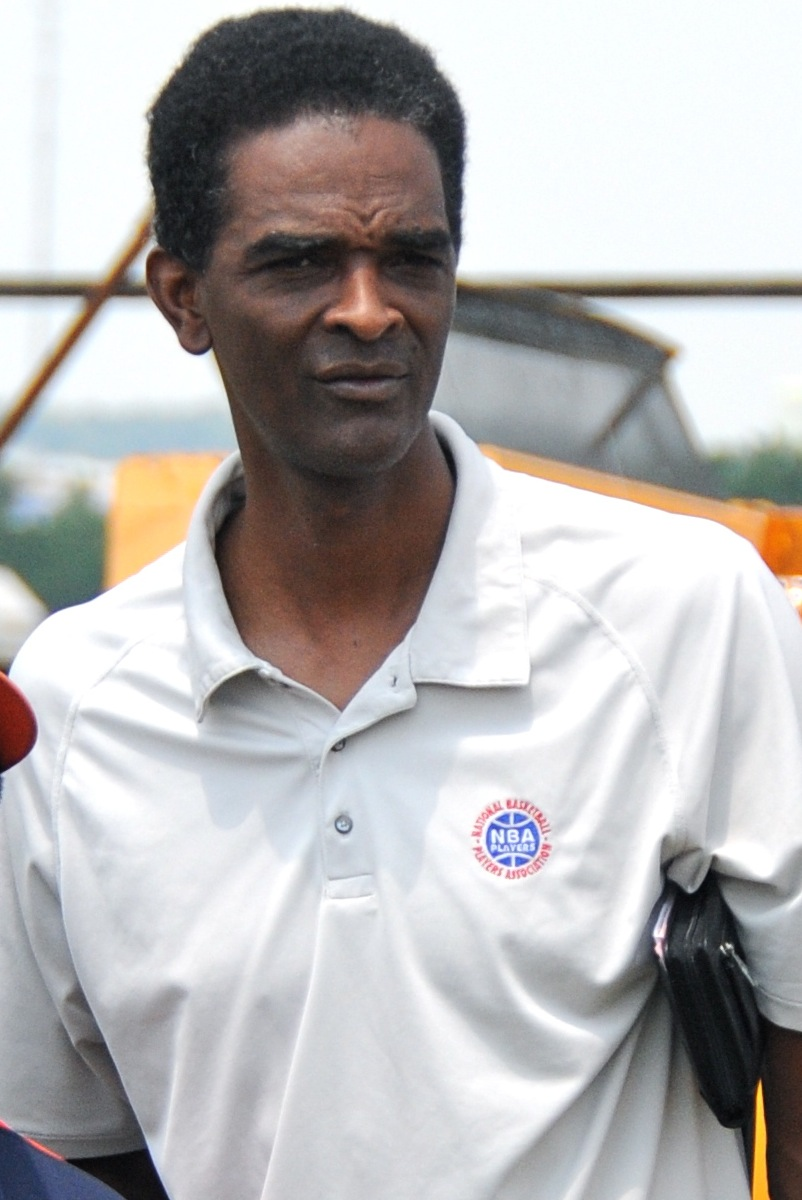
Ralph Sampson, la primera elección.

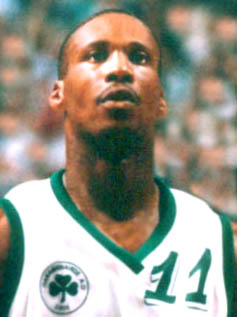
Byron Scott, la cuarta elección.

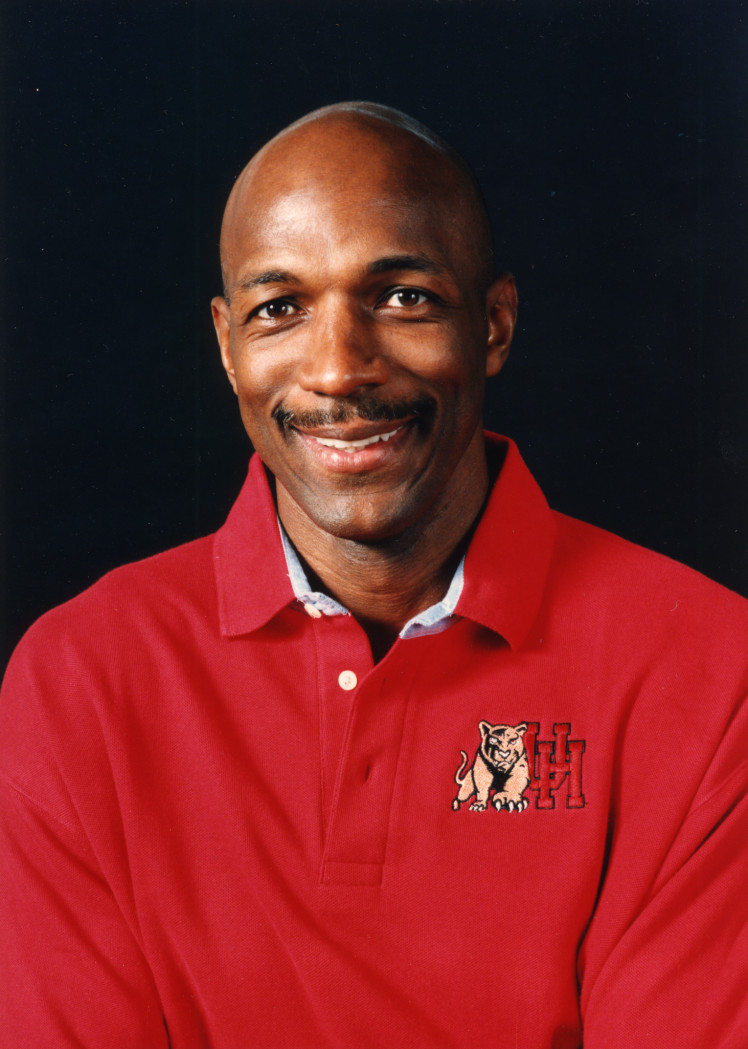
Clyde Drexler, la decimocuarta elección.

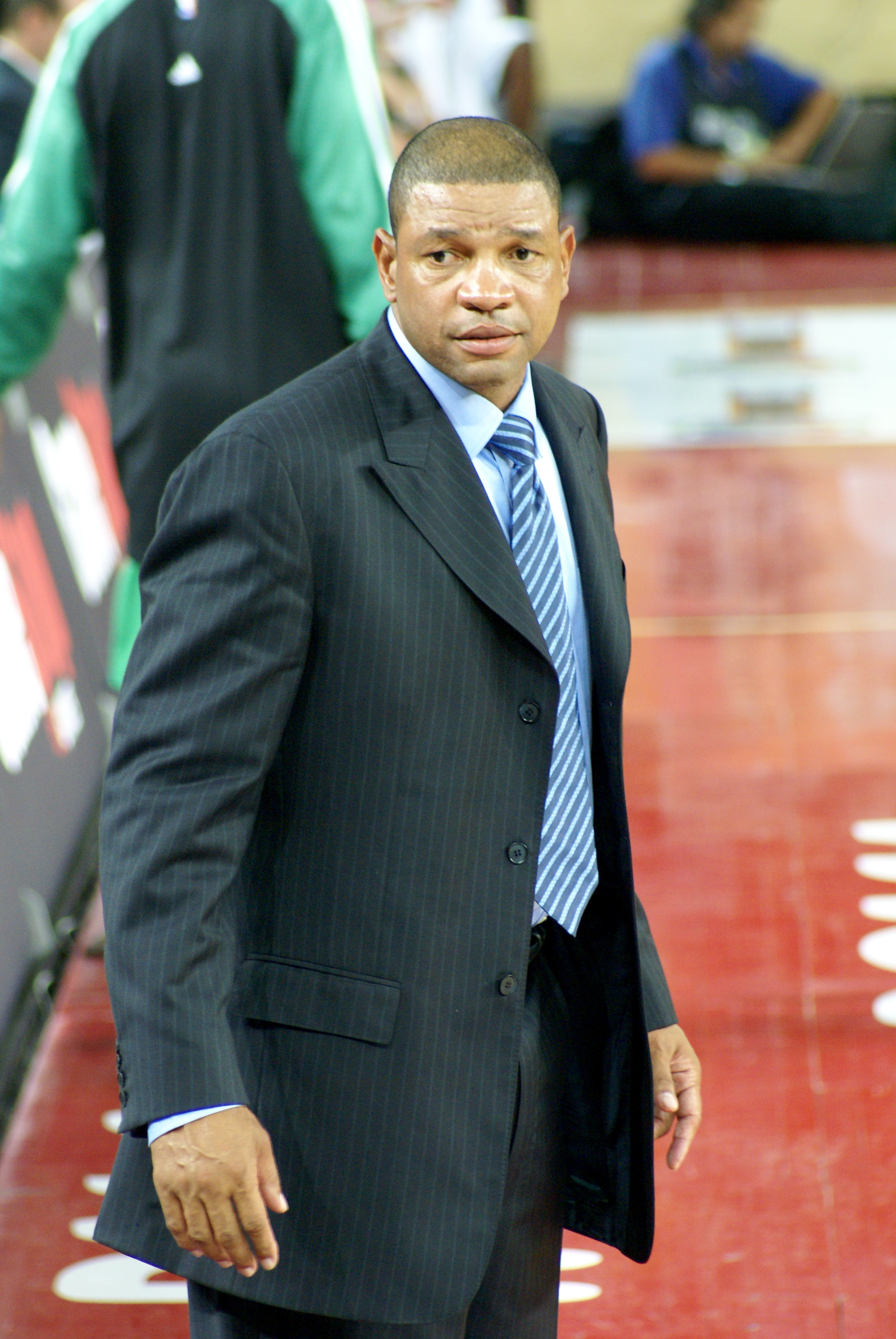
Doc Rivers, la 31ª elección.

| Ronda | Pick | Jugador           | Pos.  | Nacionalidad   | Equipo                                             | Universidad/equipo         |
| ----- | ---- | ----------------- | ----- | -------------- | -------------------------------------------------- | -------------------------- |
| 1     | 1    | Ralph Sampson     | C     | Estados Unidos | Houston Rockets                                    | Virginia (Sr.)             |
| 1     | 2    | Steve Stipanovich | C     | Estados Unidos | Indiana Pacers                                     | Missouri (Sr.)             |
| 1     | 3    | Rodney McCray     | SF    | Estados Unidos | Houston Rockets (desde Cleveland vía Philadelphia) | Louisville (Sr.)           |
| 1     | 4    | Byron Scott       | SG    | Estados Unidos | San Diego Clippers                                 | Arizona State (Jr.)        |
| 1     | 5    | Sidney Green      | PF    | Estados Unidos | Chicago Bulls                                      | UNLV (Sr.)                 |
| 1     | 6    | Russell Cross     | C     | Estados Unidos | Golden State Warriors                              | Purdue (Jr.)               |
| 1     | 7    | Thurl Bailey      | SF    | Estados Unidos | Utah Jazz                                          | North Carolina State (Sr.) |
| 1     | 8    | Antoine Carr      | PF    | Estados Unidos | Detroit Pistons                                    | Wichita State (Sr.)        |
| 1     | 9    | Dale Ellis        | SG    | Estados Unidos | Dallas Mavericks                                   | Tennessee (Sr.)            |
| 1     | 10   | Jeff Malone       | SG    | Estados Unidos | Washington Bullets                                 | Mississippi State (Sr.)    |
| 1     | 11   | Derek Harper      | PG/SG | Estados Unidos | Dallas Mavericks (desde Atlanta vía Cleveland)     | Illinois (Jr.)             |
| 1     | 12   | Darrell Walker    | SG    | Estados Unidos | New York Knicks                                    | Arkansas (Sr.)             |
| 1     | 13   | Ennis Whatley     | PG    | Estados Unidos | Kansas City Kings                                  | Alabama (So.)              |
| 1     | 14   | Clyde Drexler     | SG    | Estados Unidos | Portland Trail Blazers                             | Houston (Jr.)              |
| 1     | 15   | Howard Carter     | SG    | Estados Unidos | Denver Nuggets                                     | LSU (Sr.)                  |
| 1     | 16   | Jon Sundvold      | PG    | Estados Unidos | Seattle SuperSonics                                | Missouri (Sr.)             |
| 1     | 17   | Leo Rautins       | SF    | Canadá         | Philadelphia 76ers (desde New Jersey)              | Syracuse (Sr.)             |
| 1     | 18   | Randy Breuer      | C     | Estados Unidos | Milwaukee Bucks                                    | Minnesota (Sr.)            |
| 1     | 19   | John Paxson       | PG    | Estados Unidos | San Antonio Spurs                                  | Notre Dame (Sr.)           |
| 1     | 20   | Roy Hinson        | C     | Estados Unidos | Cleveland Cavaliers (desde Phoenix)                | Rutgers (Sr.)              |
| 1     | 21   | Greg Kite         | C     | Estados Unidos | Boston Celtics                                     | BYU (Sr.)                  |
| 1     | 22   | Randy Wittman     | SG    | Estados Unidos | Washington Bullets (desde Los Angeles)             | Indiana (Sr.)              |
| 1     | 23   | Mitchell Wiggins  | SG    | Estados Unidos | Indiana Pacers (desde Philadelphia)                | Florida State (Sr.)        |
| 1     | 24   | Stewart Granger   | PG    | Canadá         | Cleveland Cavaliers                                | Villanova (Sr.)            |
| 2     | 25   | Sidney Lowe       | PG    | Estados Unidos | Chicago Bulls                                      | North Carolina State (Sr.) |
| 2     | 26   | Leroy Combs       | SF    | Estados Unidos | Indiana Pacers                                     | Oklahoma State (Sr.)       |
| 2     | 27   | John Garris       | PF    | Estados Unidos | Cleveland Cavaliers                                | Boston College (Sr.)       |
| 2     | 28   | Rod Foster        | PG    | Estados Unidos | Phoenix Suns                                       | UCLA (Sr.)                 |
| 2     | 29   | Larry Micheaux    | PF    | Estados Unidos | Chicago Bulls                                      | Houston (Sr.)              |
| 2     | 30   | Mark West         | C     | Estados Unidos | Dallas Mavericks                                   | Old Dominion (Sr.)         |
| 2     | 31   | Doc Rivers        | PG    | Estados Unidos | Atlanta Hawks                                      | Marquette (Jr.)            |
| 2     | 32   | Michael Britt     | SF    | Estados Unidos | Washington Bullets                                 | UDS (Sr.)                  |
| 2     | 33   | Dirk Minniefield  | PG    | Estados Unidos | Dallas Mavericks                                   | Kentucky (Sr.)             |
| 2     | 34   | Guy Williams      | F     | Estados Unidos | Washington Bullets                                 | Washington State (Sr.)     |
| 2     | 35   | Darrell Lockhart  | C     | Estados Unidos | San Antonio Spurs                                  | Auburn (Sr.)               |
| 2     | 36   | Scooter McCray    | PF    | Estados Unidos | Seattle SuperSonics                                | Louisville (Sr.)           |
| 2     | 37   | David Russell     | SF    | Estados Unidos | Denver Nuggets                                     | St. John's (Sr.)           |
| 2     | 38   | Steven Hawking    | PF    | Estados Unidos | Kansas City Kings                                  | San Jose State (Sr.)       |
| 2     | 39   | Granville Waiters | C     | Estados Unidos | Portland Trail Blazers                             | Ohio State (Sr.)           |
| 2     | 40   | Jim Thomas        | SG    | Estados Unidos | Indiana Pacers                                     | Indiana (Sr.)              |
| 2     | 41   | Ted Kitchel       | SF    | Estados Unidos | Milwaukee Bucks                                    | Indiana (Sr.)              |
| 2     | 42   | Mike Davis        | SG    | Estados Unidos | Milwaukee Bucks                                    | Alabama (Sr.)              |
| 2     | 43   | Pace Mannion      | SF    | Estados Unidos | Golden State Warriors                              | Utah (Sr.)                 |
| 2     | 44   | Horace Owens      | SG    | Estados Unidos | New Jersey Nets                                    | Rhode Island (Sr.)         |
| 2     | 45   | Paul Williams     | SF    | Estados Unidos | Phoenix Suns                                       | Arizona State (Sr.)        |
| 2     | 46   | Kevin Williams    | PG    | Estados Unidos | San Antonio Spurs                                  | St. John's (Sr.)           |
| 2     | 47   | Kenneth Lyons     | PF    | Estados Unidos | Philadelphia 76ers                                 | North Texas State (Sr.)    |

## Otras elecciones
La siguiente lista incluye otras elecciones de draft que han aparecido en al menos un partido de la NBA.
| Ronda | Pick | Jugador         | Pos. | Nacionalidad   | Equipo                                                      | Universidad/equipo         |
| ----- | ---- | --------------- | ---- | -------------- | ----------------------------------------------------------- | -------------------------- |
| 3     | 48   | Craig Ehlo      | SG   | Estados Unidos | Houston Rockets                                             | Washington State (Sr.)     |
| 3     | 50   | Paul Thompson   | SF   | Estados Unidos | Cleveland Cavaliers                                         | Tulane (Sr.)               |
| 3     | 53   | Mike Holton     | SG   | Estados Unidos | Golden State Warriors                                       | UCLA (Sr.)                 |
| 3     | 54   | Bob Hansen      | SG   | Estados Unidos | Utah Jazz                                                   | Iowa (Sr.)                 |
| 3     | 57   | Darren Daye     | SF   | Estados Unidos | Washington Bullets                                          | UCLA (Sr.)                 |
| 3     | 58   | John Pinone     | SF   | Estados Unidos | Atlanta Hawks                                               | Villanova (Sr.)            |
| 3     | 59   | Bruce Kuczenski | PF   | Estados Unidos | New Jersey Nets                                             | Connecticut (Sr.)          |
| 3     | 62   | Tom Piotrowski  | C    | Estados Unidos | Portland Trail Blazers                                      | La Salle (Sr.)             |
| 4     | 75   | Ron Crevier     | C    | Canadá         | Chicago Bulls                                               | Boston College (Sr.)       |
| 4     | 77   | Peter Thibeaux  | SF   | Estados Unidos | Golden State Warriors                                       | Saint Mary's (Sr.)         |
| 4     | 82   | Mark Jones      | PG   | Estados Unidos | New York Knicks                                             | St. Bonaventure (Sr.)      |
| 4     | 90   | Brant Weidner   | PF   | Estados Unidos | San Antonio Spurs                                           | William & Mary (Sr.)       |
| 4     | 91   | Carlos Clark    | SG   | Estados Unidos | Boston Celtics                                              | Ole Miss (Sr.)             |
| 5     | 97   | Manute Bol      | C    | Sudán          | San Diego Clippers (elección anulada por detalles técnicos) | Bridgeport (Sr.)           |
| 5     | 101  | Ken Austin      | PF   | Estados Unidos | Detroit Pistons                                             | Rice (Sr.)                 |
| 5     | 102  | Jim Lampley     | C    | Estados Unidos | Dallas Mavericks                                            | Arkansas–Little Rock (Sr.) |
| 6     | 139  | Sedale Threatt  | SG   | Estados Unidos | Philadelphia 76ers                                          | West Virginia Tech (Sr.)   |
| 7     | 152  | Dane Suttle     | SG   | Estados Unidos | Kansas City Kings                                           | Pepperdine (Sr.)           |